# HMS Venus (1758)
HMS Venus (1758), впоследствии HMS Heroine — 36-пушечный фрегат 5 ранга Королевского флота. Второй корабль одноименного типа (головной — HMS Pallas). Первый корабль, названный в честь мифологической Венеры.

## Постройка
Проект Слейда был одобрен 13 июля 1756 года, и представлял собой увеличенный тип Southampton. В тот же день были выданы заказы на два корабля. Контракты на них были заключены 23 июля (с верфью Wells) и 26 июля (с верфью Okill), и предусматривали спуск на воду через 18 и 13 месяцев, соответственно. Третий корабль был заказан через несколько дней (29 июля) королевской верфи в Плимуте. Эти трое стали единственными 36-пушечными 12-фунтовыми фрегатами, построенными для Королевского флота.
Venus заказан 13 июля 1756 года. Заложен 16 августа 1756 года. Спущен на воду в 11 марта 1758 года на частной верфи John Okill в Ливерпуле. Достроен 30 июня 1758 года там же.
В 1792 году Venus был понижен до 32-пушечного (приказом Адмиралтейства от 22 июля 1792 года). В 1793 добавлены карронады: 24 × 12-фунтовых вместо пушек на батарейную палубу, 4 × 18-фунтовых на шканцы и 2 × 6-фунтовых пушки + 2 × 18-фунтовых карронады на бак.
К 1809 году вооружение составляло:
- опер-дек: 22 × 12-фунтовых карронады
- шканцы: 10 × 24-фунтовых карронад
- бак : 2 × 6-фунтовых пушки + 2 × 24-фунтовых карронады[1]

## Служба

### Семилетняя война
Вступил в строй в марте 1758 года, капитан Томас Харрисон (англ. Thomas Harrison), командовал до 1763 года.
1758 — с флотом адмирала Хока.
1759 — 18 мая совместно с HMS Chatham и HMS Thames взял французский фрегат Aréthuse; ноябрь, с эскадрой Даффа; 20 ноября был при Кибероне; затем в блокаде Баскского рейда.
1760 — с флотом Боскавена, позже с флотом Хока.
1761 — временный капитан Томас Фицхерберт (англ. Thomas Fitzherbert); 10 января совместно с HMS Juno у островов Силли взял французский 36-пушечный Le Brune;
10 января Venus и Juno (32), капитан Филипс (англ. Philips), в 50 лигах к западу от Силли встретили французский фрегат Le Brune (32). После нескольких часов погони Venus сблизился и более двух часов вел бой, а когда подошел Juno и разрядил несколько пушек, Brune спустил флаг. Venus потерял 4 человека убитыми и 18 ранеными, среди последних были капитан Харрисон, его первый лейтенант и мастер. На Juno было 2 раненых, на Brune 19 убитых и 39 раненых. 16 января Venus привел в Плимут Brune, и французский корсар из Сен-Мало в 6 пушек и 6 фальконетов.
3 апреля совместно с HMS Hero взял 64-пушечный Bertin (бывший ост-индский корабль, вооруженный en flûte).
1762 — 6 января взял 20-пушечный ост-индский корабль Boulogne; взял корсары:
- 17 марта 14-пушечный Aimable Josepha из Сан-Себастьяна;
- 6 мая 14-пушечный Miquilet из Байонны;
- 4 июня 16-пушечный Nuestra Señora de Bignonia из Бильбао;
- 15 сентября 8-пушечный Cannibul из Сан-Себастьяна;
- 18 сентября 14-пушечный Duc de Penthièvre из Байонны;
- 15 октября (совместно с HMS Lark) 18-пушечный Galgo из Бильбао и 6-пушечную шхуну Le Crozen,

а также отбил назад несколько британских судов.

### Межвоенные годы
1763 — март, выведен в резерв и рассчитан; 3 мая обследован, записей о ремонте нет; возвращен в строй в мае, капитан Джон Веллер (англ. John Weller); 15 октября ушел в Вест-Индию.
1765 — май, выведен в резерв и рассчитан; капитальный ремонт в Вулвиче с июня 1765 по февраль 1767 года.
1768 — возвращен в строй в июне, капитан Самуэль Баррингтон; июль, оснащение в Вулвиче; ноябрь, ушел в Средиземное море с принцем Генри Фредериком, герцогом Камберлендом, на борту; с ним крейсировал по март 1769 года.
1769 — флагман герцога Камберленда, уже контр-адмирала, в Канале; позже выведен в резерв и рассчитан.
1770 — возвращен в строй в октябре, в связи с Фолклендским кризисом, капитан Джордж Бальфур (англ. George Balfour).
1772 — апрель, выведен в резерв и рассчитан.

### Американская революционная война
1776 — сентябрь, большой ремонт в Портсмуте по июль 1777 года.
1777 — возвращен в строй в марте, капитан Уильям Пир Уильямс (англ. William Peere Williams); 24 августа ушел в Северную Америку.
1778 — 11 августа был с флотом лорда Хау против Д'Эстена; позже капитан Джеймс Фергюсон (англ. James Ferguson); 4 ноября с эскадрой коммодора Хотэма ушел в Вест-Индию; 14-15 декабря был при Сент-Люсии.
1779 — Подветренные острова; 6 марта взял американский приватир Governor Trumbull.
1780 — 17 апреля был при Мартинике; 15 и 19 мая был в стычках в районе Сент-Люсии; октябрь(?), капитан Джеймс Дуглас (англ. James Douglas); с эскадрой Хотэма на Подветренных островах.
1781 — с конвоем призов после оккупации о. Св. Евстафия (2 мая столкновение с Ла Мотт-Пике); 12 июля совместно с HMS Portland взял французские 16-пушечный Royal Louis и 10-пушечный Lion; ноябрь, выведен в резерв и рассчитан.
1782 — август, средний ремонт в Ширнесс по июль 1783 года.

### Межвоенный период
1783 — возвращен в строй в марте, капитан Чарльз Хадсон (англ. Charles Hudson); патрулировал в Ирландском море.
1784 — тот же капитан, патрулировал в Ирландском канале.
1786 — июнь, выведен в резерв и рассчитан.
1791 — февраль, обширный ремонт в Дептфорде по март 1792 года; сокращено вооружение, понижен до 32-пушечного (см. выше)

### Французские революционные войны
1793 — январь-март, оснащение на частной верфи William Wells & Co в Дептфорде; возвращён в строй в январе, капитан Джонатан Фолкнор (англ. Jonathan Faulknor); присоединился к флоту лорда Хау; 24 мая совместно с HMS Nymphe взял 16-пушечный корсар Sans-Culotte; 27 мая столкновение с французским фрегатом Sémillante (32) у Финистерре.
19 мая Venus и Nymphe (капитан Пеллью) вышли из Спитхеда в крейсерство на юг. 25 мая они разделились при погоне и 27-го на рассвете Venus обнаружил большой французский фрегат, Sémillante (32). После боя, длившегося с 8:00 до 11:30 утра противник прекратил огонь, но продолжал убегать, тогда как Venus обстреливал его с кормовых углов. Француз сдался бы, но на помощь пришел его партнер, фрегат Cléopâtre. Venus получил большие повреждения мачт, парусов, реев и такелажа. Все нижние ванты кроме одной были перебиты. 2 человека были убиты и 20 ранены. На Venus не было морских пехотинцев, был некомплект 20 человек в команде и только трое старшин на шканцах. Если бы Nymphe смогла присоединиться, они бы взяли два французских фрегата. На деле же Cléopâtre сдалась Nymphe 18 июня.
1794 — капитан Уильям Браун (англ. William Brown); был при Первом июня, репетовал сигналы; декабрь, капитан Чарльз Стерлинг (?).
1795 — февраль, капитан Лоренс Холстед (англ. L. W. Halsted); декабрь, капитан Томас Грейвз, командовал до 1801 года.
1796 — 14 апреля ушел на Ньюфаундленд.
1797 — 20 апреля ушел на Ньюфаундленд.
1798 — март, ушел на Ньюфаундленд.
23 декабря 1798 года у Старт-Пойнт Venus наткнулся на судно Mariner of London. Mariner, направлявшийся на Невис с лошадьми и другими грузами, получил удар под корму огромной волной, которой его положило на борт, снесло бизань-мачту и семь человек из вахты смыло с палубы. Только двоих удалось поднять из-за борта. Mariner лежал на борту в течение многих часов и восемь лошадей утонули, прежде чем судно смогло спрямиться. Triton сопроводил его в Плимут.
1799 — 26 марта снова ушел на Ньюфаундленд.
1800 — июль, ушел на Ямайку; позже с Вест-индской эскадрой коммодора Худа.

### Наполеоновские войны
1803 — июль, капитан Генри Мэтсон (англ. Henry Matson), командовал до 1807 года.
1805 — 10 июля у ирландских берегов взял французский 16-пушечный L'Hirondelle.
На рассвете 10 июля, примерно в 500 милях западнее о. Уэссан, Venus погнался за неизвестным парусом и, пробежав 66 миль за 6 часов, догнал и взял французский корсар, бриг Hirondelle of Dunkirk (Ласточка Дюнкерка). Она была вооружена четырьмя 6-фунтовыми (две выброшены за борт во время погони) и двенадцатью 3-фунтовыми пушками и вышла из Хихона в Испании 27 июня. В предыдущем походе тот же корсар 16 мая после двух часов боя захватил пакетбот Queen Charlotte, капитан Мадж (англ. Mudge).
1806 — утром 19 марта 1806 года французское рыболовное суденышко с оснасткой люгера появилось примерно в 6 милях от Дувра, и когда Venus обогнул Саут Форленд лодка направилась к нему, и французский офицер в ней передал пакет с депешами. Адмирал Холлоуэй, командующий в Даунс, отправил депеши с нарочным в Лондон. Этот инцидент породил множество слухов. Официальная информация гласила, что депеши связаны с обменом пленных, и указывала, что французский офицер был капитан Маженди (фр. Majendie), первый капитан адмирала Вильнева, и что ему было позволено вернуться во Францию, чтобы договориться о картеле.
1807 — в Вест-Индии; 16 января взял 14-пушечный корсар Déterminée;
В первой половине дня 10 января, примерно в 300 милях к востоку от Барбадоса сингальщик с мачты обнаружил парус. Началась погоня, и после 16 часов Venus догнал и взял французский бриг Déterminée, корсар с Гваделупы. Он имел 14 пушек и 108 человек. Это был его четвертый поход, и за шестнадцать дней в море он не взял никаких призов. Venus привел его в бухту Карлайл, Барбадос.
20 февраля взял 6-пушечный корсар L'Etoile; Французская шхуна Etoile была захвачена примерно в 25 милях к востоку от Барбадоса. Она имела 6 пушек, 2 из которых были выброшены за борт в ходе погони, команду 54 человек и вышла из Кайенны 17-го. Погоня прекратилась, когда с наветра показался HMS Cygnet.
Июль, Venus выведен в резерв и поставлен в отстой в Вулвиче; 14 июля переименован в Heroine, после взятия в британскую службу захваченного в Копенгагене датского фрегата Venus.
1809 — март-май, оснащение для службы на Балтике; возвращен в строй в марте, капитан Худ Кристиан (англ. Hood Hanway Christian); был в операции у острова Вальхерн.
Участвовал в подавлении Флиссингена и имел двух раненых при форсировании Западной Шельды между Флиссингеном и Кадсандом 11 августа. По возвращении из экспедиции поставлен в отстой.
1817 — плавучая казарма новобранцев в Ширнесс по 1820 год.
1823 — декабрь, временно (до июня 1824 года) превращен в плавучую тюрьму в Вулвиче.
1828 — 22 сентября продан в Дептфорде.